# Isometrus
Genre
Synonymes
- Closotrichus Tikader & Bastawade, 1983

Isometrus est un genre de scorpions de la famille des Buthidae.

## Distribution
Les espèces de ce genre se rencontrent en Asie du Sud et en Asie du Sud-Est sauf Isometrus maculatus qui est pantropicale.

## Liste des espèces
Selon The Scorpion Files (25/02/2025) :
- Isometrus adviteeya Deshpande, Gowande, Dandekar, Joshi, Bastawade & Sulakhe, 2024
- Isometrus amboli Sulakhe, Dandekar, Padhye & Bastawade, 2020
- Isometrus anamalaiensis Deshpande, Gowande, Dandekar, Joshi, Bastawade & Sulakhe, 2024
- Isometrus dnyandeoi Bandgar, Kininge, Bhosale, Bandgar, Bhosale, Suryavanshi & Yadav, 2024
- Isometrus formosus Pocock, 1894
- Isometrus isadensis Tikader & Bastawade, 1983
- Isometrus kovariki Sulakhe, Dandekar, Mukherjee, Pandey, Ketkar, Padhye & Bastawade, 2020
- Isometrus lithophilis Deshpande, Gowande, Dandekar, Joshi, Bastawade & Sulakhe, 2024
- Isometrus longitelson Deshpande, Gowande, Bastawade & Sulakhe, 2022
- Isometrus maculatus (DeGeer, 1778)
- Isometrus nakshatra Sulakhe, Deshpande, Gowande, Dandekar & Ketkar, 2022
- Isometrus palani Deshpande, Gowande, Dandekar, Joshi, Bastawade & Sulakhe, 2024
- Isometrus sankeriensis Tikander & Bastawade, 1983
- Isometrus tamhini Sulakhe, Dandekar, Padhye & Bastawade, 2020
- Isometrus thenmala Deshpande, Gowande, Dandekar, Joshi, Bastawade & Sulakhe, 2024
- Isometrus thurstoni Pocock, 1893
- Isometrus thwaitesi Pocock, 1897
- Isometrus wayanadensis Sulakhe, Deshpande, Gowande, Dandekar & Ketkar, 2022

## Systématique et taxinomie
Ce genre a été décrit par Ehrenberg en 1828.
Closotrichus a été placé en synonymie par Kovařík en 1994.
Reddyanus a été élevé au rang de genre par Kovařík, Lowe, Ranawana, Hoferek, Jayarathne, Plíšková et Šťáhlavský en 2016.

## Publication originale
- Hemprich & Ehrenberg, 1828 : Zoologica II. Arachnoidea. Symbolae physicae seu icones et descriptiones animalium evertebratorum sepositis insectis quae ex itinere per Africam borealem et Asiam occidentalem. Berolini, Officina Academica, (texte intégral).